# Долна Отуля
Долна Отуля (на сръбски: Доња Отуља или Donja Otulja) е село в Югоизточна Сърбия, Пчински окръг, Град Враня, община Враня.

## География
Селото се намира във Вранската котловина, край Долноотулската река. По своя план е купно село. Oтстои на 10,5 км южно от общинския и окръжен център Враня, на 2,8 км източно от село Александровац, на 3,5 км северозападно от село Преображене и на 3 км южно от село Долно Требешине.

## Климат и води
В селото има минерален извор.

## История
Към 1903 г. селото е съставено от две махали – Горна и Долна и има 25 къщи.
По време на Първата световна война селото е във военновременните граници на Царство България, като административно е част от Вранска околия на Врански окръг.

## Население
Според преброяването на населението от 2011 г. селото има 81 жители.

### Етнически състав
Данните за етническия състав на населението са от преброяването през 2002 г.
- сърби – 101 жители (100%)